# Mostek u městských lázní (Hradec Králové)
Mostek u městských lázní je secesní zdobený betonový můstek, který se nachází na levém břehu Labe před budovou městských lázní na Eliščině nábřeží v Hradci Králové, asi 160 metrů od lávky u Aldisu a 230 metrů od Tyršova mostu.

## Popis a historie
Byl postaven v roce 1914 podle návrhu Františka Sandera. Původně vedl přes Piletický potok těsně před jeho vyústěním do Labe. V souvislosti s výstavbou Gočárova okruhu však bylo koryto Piletického potoka v 70. letech odkloněno severněji (dnes se do Labe vlévá o cca 500 metrů dříve proti proudu), a tak je dnes z mostku jen samoúčelná kuriozita.

## Fotogalerie

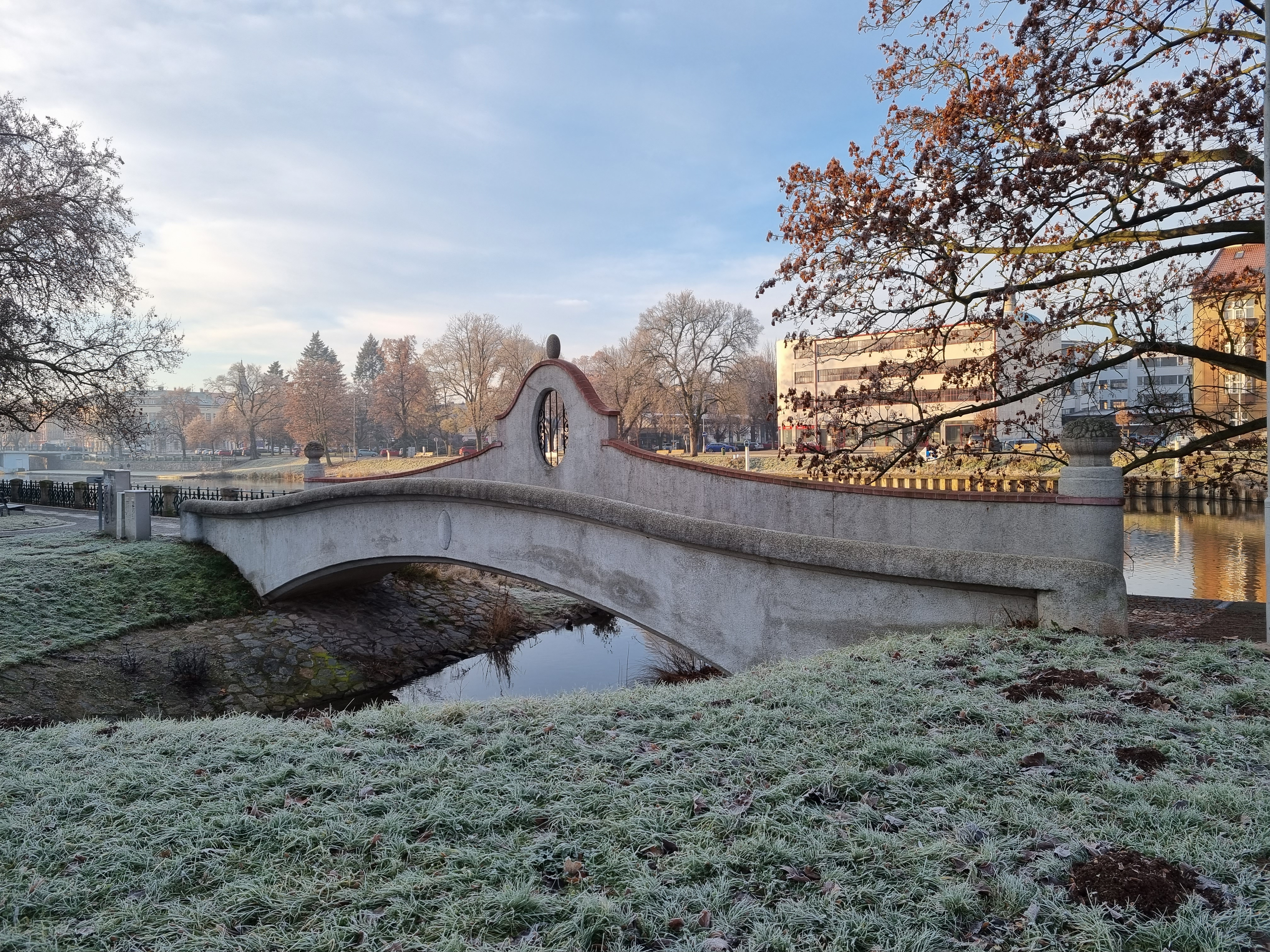
Mostek u městských lázní
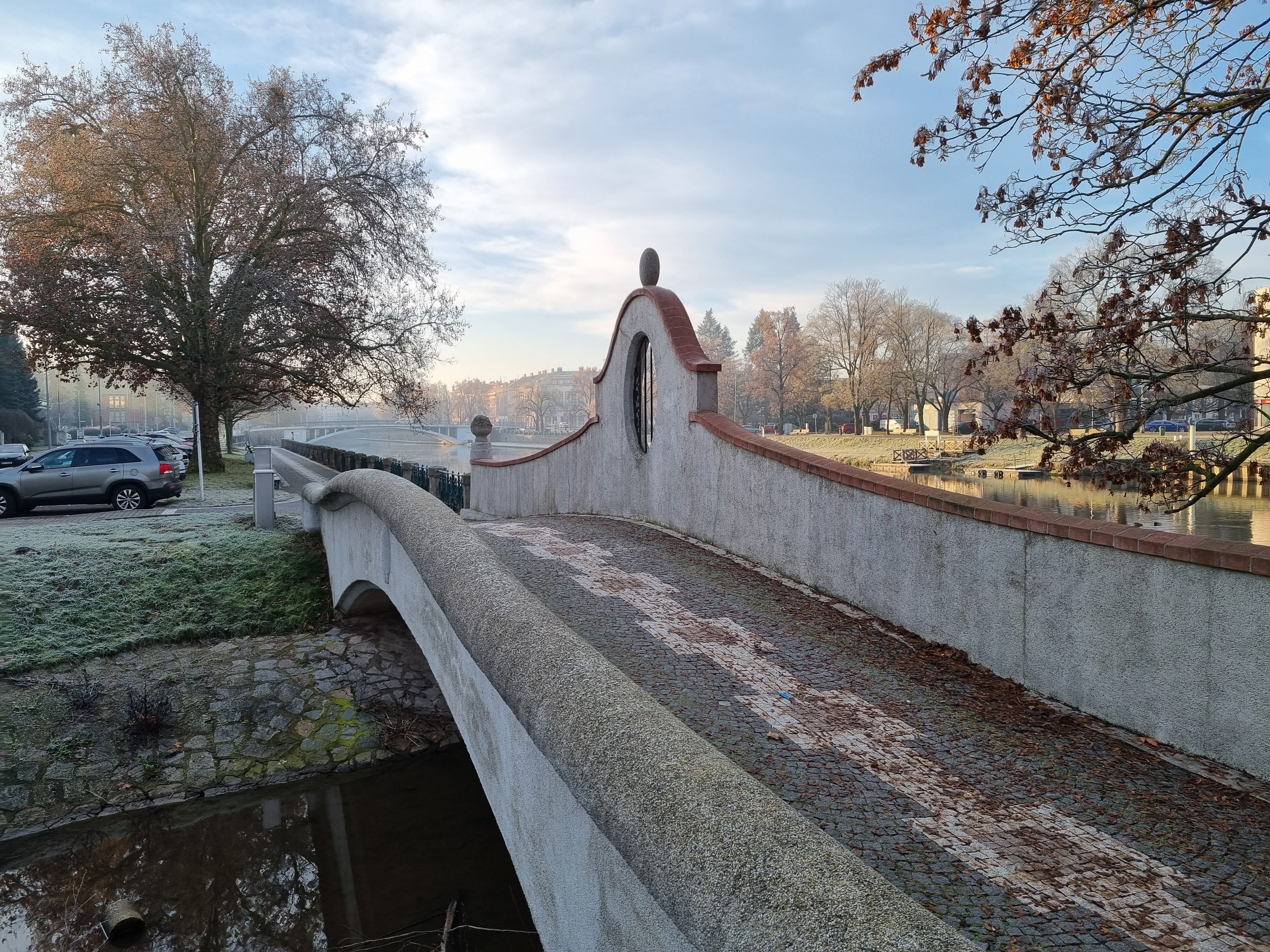
Pohled na mostek
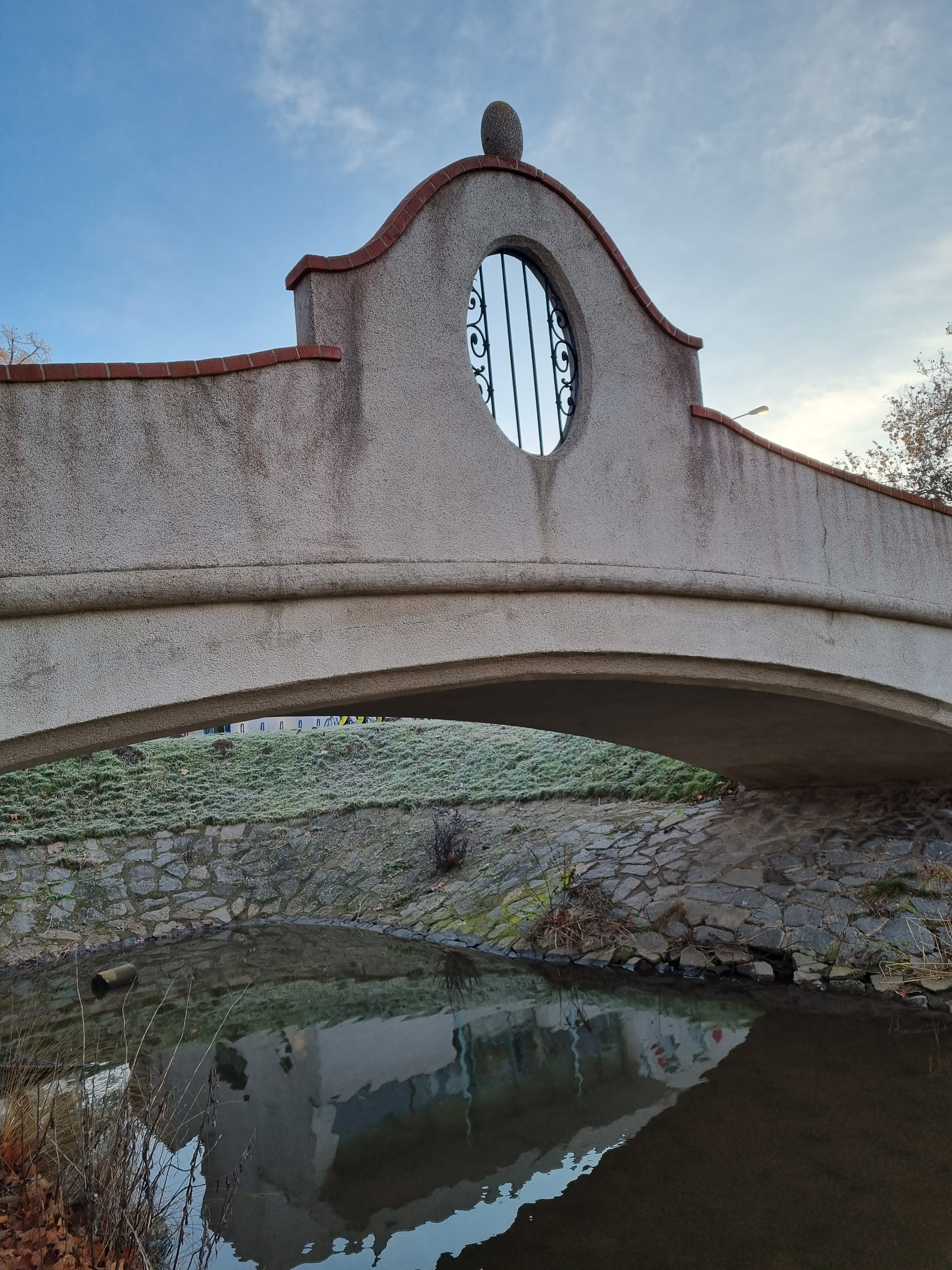
Pohled na zaslepený Piletický potok s mostkem
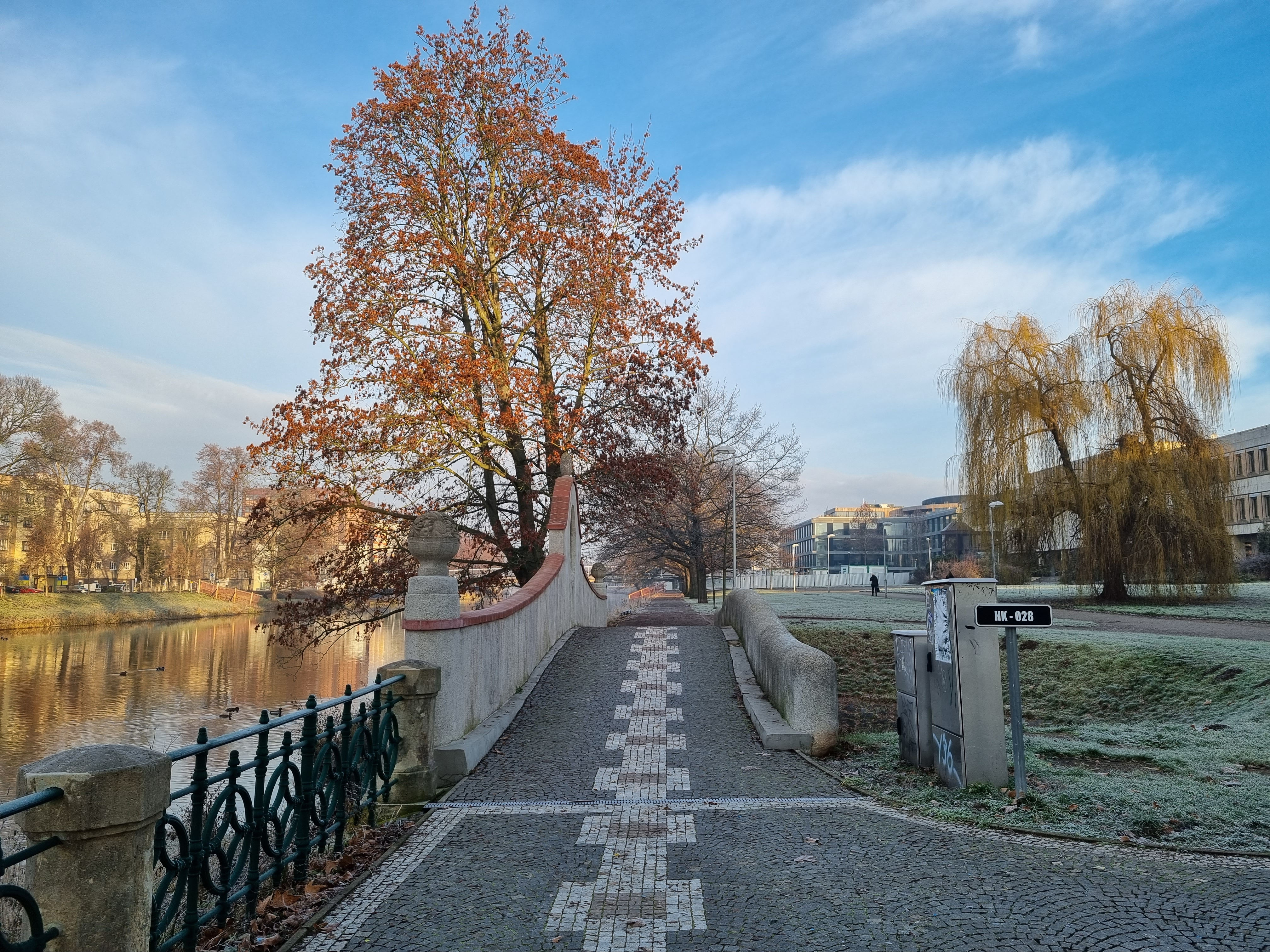
Mostek podél Labe
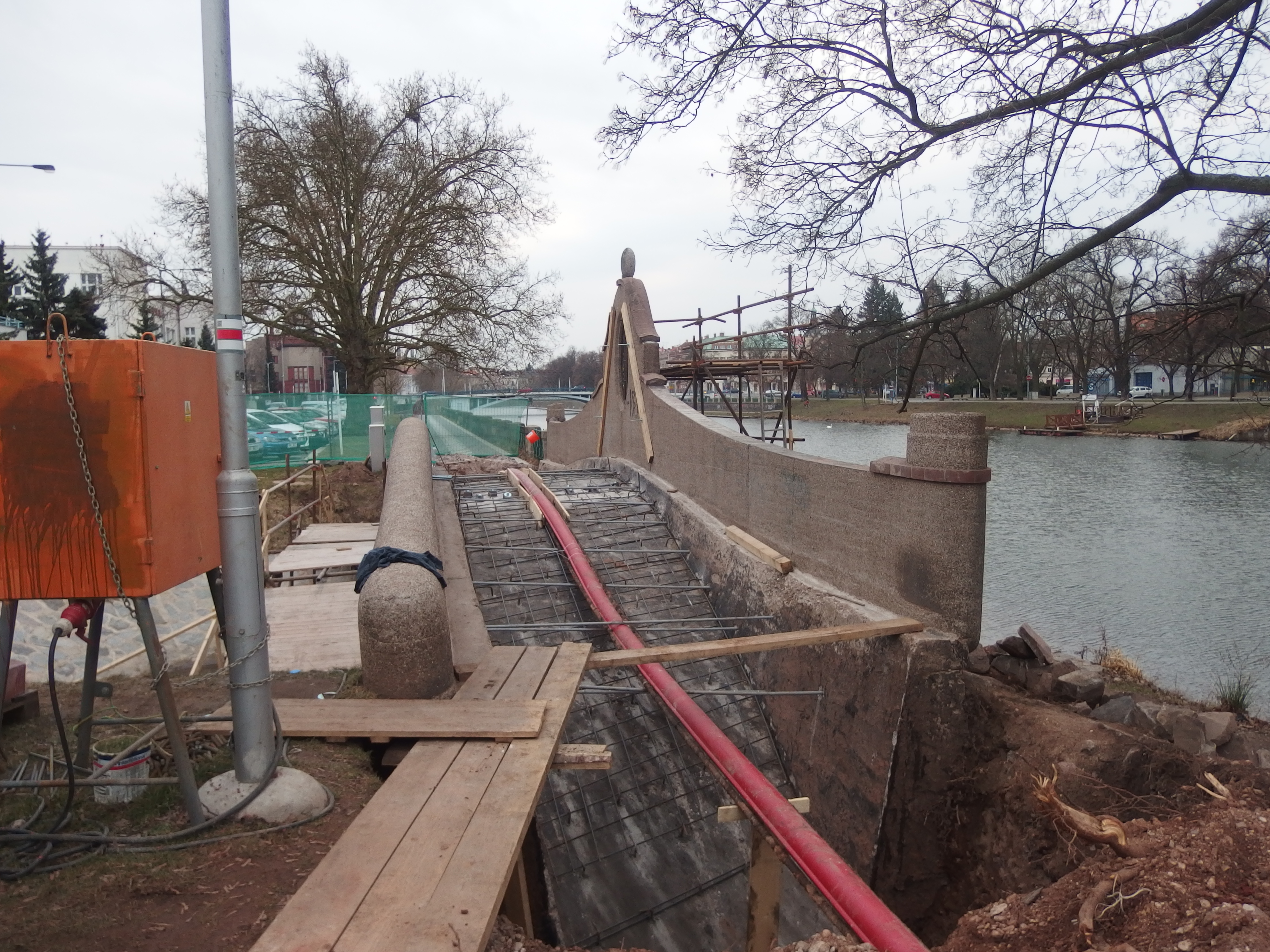
Rekonstrukce můstku v roce 2015